# Ябланица (водохранилище)
Ябланица (босн. Jablaničko jezero) — водохранилище в центральной части Боснии и Герцеговины. Создано в 1953 году, после строительства плотины Ябланицкой ГЭС на реке Неретва. Площадь водного зеркала — 14,15 км². Высота над уровнем моря — 263 м.
Имеет вытянутую форму, повторяющую форму межгорной долины. Вытянуто с запада на восток. Ширина колеблется от нескольких сотен метров до 3 км.
Ябланица является достаточно популярным местом отдыха у жителей Боснии и Герцеговины. Основными занятиями туристов являются плавание, катание на лодках и рыбалка. На берегах построено множество коттеджных посёлков.